# Бочкув
Бочкув (пол. Boczków) — село в Польщі, у гміні Нові Скальмежиці Островського повіту Великопольського воєводства.
Населення — 345 осіб (2011).

## Демографія
Демографічна структура станом на 31 березня 2011 року:
|          | Загалом | Допрацездатний вік | Працездатний вік | Постпрацездатний вік |
| -------- | ------- | ------------------ | ---------------- | -------------------- |
| Чоловіки | 162     | 28                 | 120              | 14                   |
| Жінки    | 183     | 37                 | 111              | 35                   |
| Разом    | 345     | 65                 | 231              | 49                   |